# Edward Andrade
Edward Neville da Costa Andrade FRS (27 de desembre de 1887 - 6 de juny de 1971) va ser un físic, escriptor, i poeta anglès.

## Llinatge i primers anys
Andrade va ser un jueu sefardí, descendent de Moses Da Costa Andrade (i no de Moses Da Costa com a vegades s'ha dit). Moses Da Costa Andrade va ser el rebesavi d'Edward Neville, i va ser un comerciant de plomes a l'East End de Londres.
Edward Neville va estudiar el doctorat a la Universitat de Heidelberg i llavors, el 1914, va tenir un breu però productiva temporada d'investigació amb Ernest Rutherford a Manchester. Va treballar a mostrar la natura de l'ona dels raigs gamma, i en l'espectre de raig X. Es va allistar en la Royal Artillery durant la Primera Guerra Mundial, i llavors es va convertir en professor de Física a l'Ordnance College a Woolwich el 1920.

## Carrera
Va ser Professor Quain de física a la Universitat de Londres de 1928 a 1950, i llavors Professor Fullerian de Química en la Royal Institution durant tres anys, fins a fracassar-se els seus intents de reformar la Royal Institution, que el dugueren a la seva dimissió.
Andrade va ser també un presentador, en la ràdio de la BBC en el programa Brains Trust. També va publicar:
- The Structure of the Atom (1927)
- Engines (1928)
- The Mechanism of Nature (1930)
- Simple Science with Julian Huxley
- More Simple Science (1935) with Julian Huxley
- An Approach to Modern Physics (1956)
- Sir Isaac Newton (1954)
- A Brief HIstory of the Royal Society (1960)
- Physics for the Modern World (1962)
- Rutherford and the Nature of the Atom (1964)